# Тартиф (представа позоришта ДАДОВ)
Тартиф је позоришна представа коју је режирао и адаптирао Зоран Ратковић према истоименом комаду Молијера.
Премијерно приказивање било је 26. октобра 1967. у позоришту ДАДОВ.
У питању је римејк истоимене представе постављене у ДАДОВ-у 1967. године.
Комад истражује моралне, политичке и социолошке одлике високог друштва.

## Улоге
| Лица            | Глумци                   |
| --------------- | ------------------------ |
| Клеант          | Радмило Савковић         |
| Госпођа Пернел  | Ана Кораћ                |
| Маријана        | Вања Ејдус               |
| Тартиф          | Владимир Маринковић      |
| Валер           | Срђан Карановић          |
| Елмира          | Саша Јанковић Јана Савић |
| Дорина          | Душица Попадић           |
| Дамир           | Давор Татић              |
| Оргон           | Бојан Бајчетић           |
| Полицајац       | Данијел Одић             |
| Господин Лоајел | Марко Медовић            |

## Галерија
- Фотографија са извођења представе
- Фотографија са извођења представе
- Фотографија са извођења представе